# 冰島—美國關係
冰島－美國關係指的是冰島共和國和美利堅合眾國之間的雙邊關係。冰島和美國都是北大西洋公約組織的成員國。
根據2012年的「美國全球領導力報告」顯示，17％的冰島人贊成美國的領導地位，25％的不贊成，58％的不確定。

## 外部連結
- History of Iceland - U.S. relations（页面存档备份，存于）

- https://web.archive.org/web/20150225141415/http://iceland.usembassy.gov/
- https://web.archive.org/web/20110522170534/http://www.iceland.org/us/
- https://www.state.gov/r/pa/ei/bgn/3396.htm（页面存档备份，存于）
- http://archive.wikiwix.com/cache/20151107010949/http://country-facts.findthedata.com/compare/1-165/United-States-vs-Iceland